# Jean-Marie Villot
Jean-Marie Villot, född 11 oktober 1905 i Saint-Amant-Tallende, Frankrike, död 9 mars 1979 i Vatikanstaten, var en fransk kardinal. Han var kardinalstatssekreterare från 1969 till 1979.
Villot utsågs 1965 till kardinalpräst av Santissima Trinità dei Monti.